# Szentkirályi Miklós
Szentkirályi Miklós Béla (Kocsord, 1943. május 11. – 2021. március 20.) Munkácsy Mihály-díjjal és Érdemes Művész címmel kitüntetett magyar festő-restaurátor. A Magyar Művészeti Akadémia tagja (2010). 

## Élete
Kocsordon született 1943. május 11-én, Szentkirályi Gyula és Bethlen Éva házasságából. 1945–1973 között Marosvásárhelyen lakott. 1962-től 5 évig gyári munkásként dolgozott. 1968-1973 között a Ion Andreescu Képzőművészeti Intézet hallgatója volt Kolozsvárott Miklóssy Gábor osztályában. 1973-ban költözött vissza Magyarországra, 1974-1977 között a budapesti Magyar Képzőművészeti Főiskola Restaurátorképző Intézetében tanult Varga Dezső osztályában.
1975-től 15 esztendőn keresztül a Magyar Nemzeti Galéria régi magyar osztályának restaurátorként működött, 1990-től a Szépművészeti Múzeum főrestaurátora illetve osztályvezetője. A Magyar Alkotóművészek Országos Egyesületének elnökségi tagja. 1992-ben a Magyar Restaurátorkamara alapító elnöke, 1997–2002 között a Magyar Alkotóművészeti Közalapítvány művészeti-szakmai tanácsadó testületi tagjává választották. 2001–2005 között a Nemzeti Kulturális Alapprogramban, az Iparművészeti Szakkollégiumban kurátor. 2006-ban habilitált. 2010-től a MMA tagja volt.
Restaurátorelméleti, módszertani és etikai kérdésekkel foglalkozott. Sokat tett és tesz a hazai és az egyetemes emberi értékeket képviselő képzőművészeti alkotásaink méltó megőrzéséért, köztük elévülhetetlen érdemeket szerzett középkori szárnyasoltárok (Leibic, Kisszeben, Csíkszentlélek), Munkácsy Mihály trilógiájának, Zala György Aradi vértanúk emlékművének restaurálása terén.
„A magyar nemzeti kultúra, művészi alkotómunka területén végzett kiemelkedő művészi értékteremtő munkája elismeréseként” 2018. március 13-án Érdemes Művész kitüntetést kapott.

## Családja
Anyai nagyszülei, gróf bethleni Bethlen Béla (1888–1979), Beszterce-Naszód és Szolnok-Doboka vármegyék főispánja, és gróf gönczruszkai Kornis Klára (1893–1983) voltak.
Szülei Szentkirályi Gyula és bethleni Bethlen Éva.
1973-ban feleségül vette Lőrincze Zsuzsannát, Lőrincze Lajos nyelvész lányát. Két fiuk született; Szentkirályi Miklós (1981) ipar- és formatervező és Szentkirályi András (1982) kertészmérnök.

## Művei (válogatás)

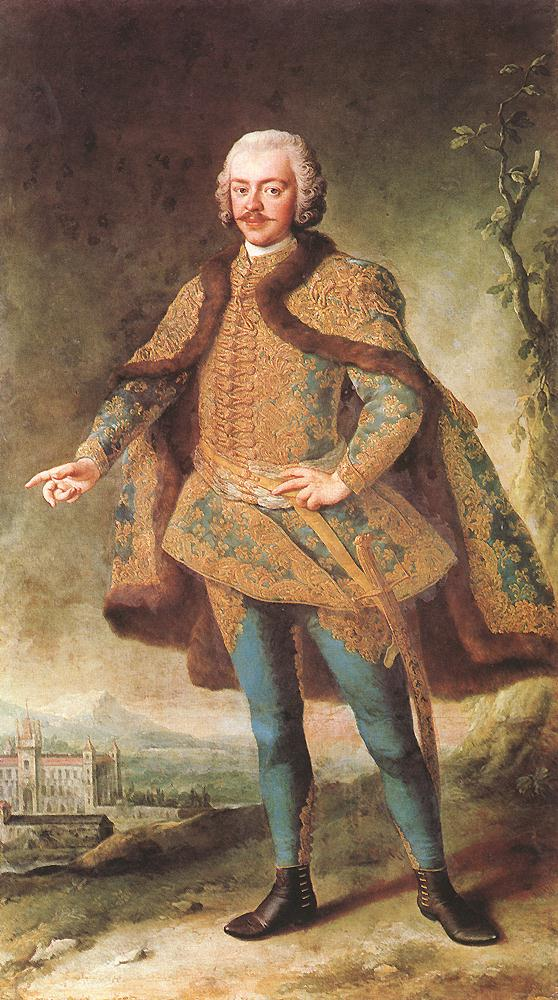
Bánffy Dénes képmása

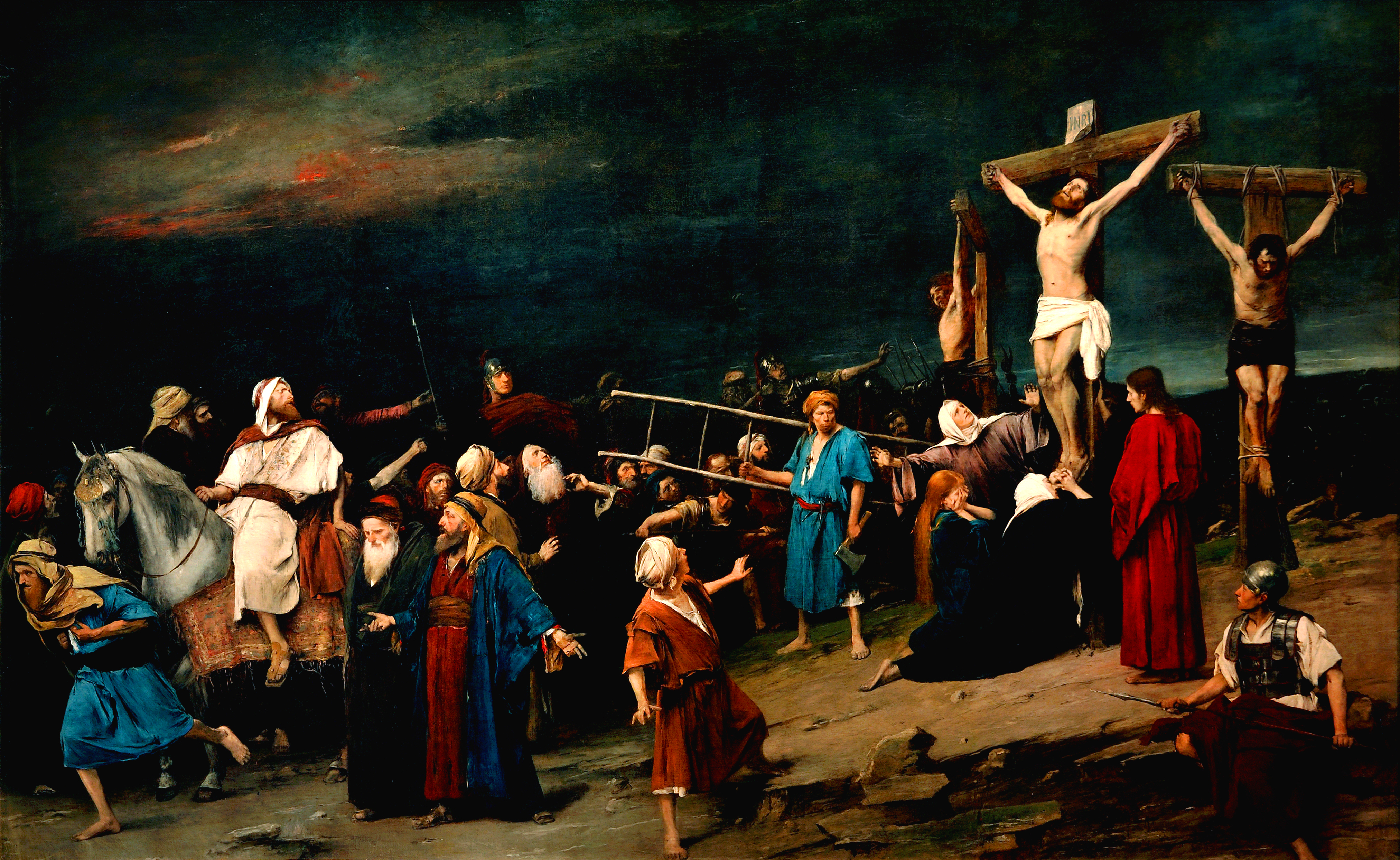
Munkácsy Mihály: Golgota

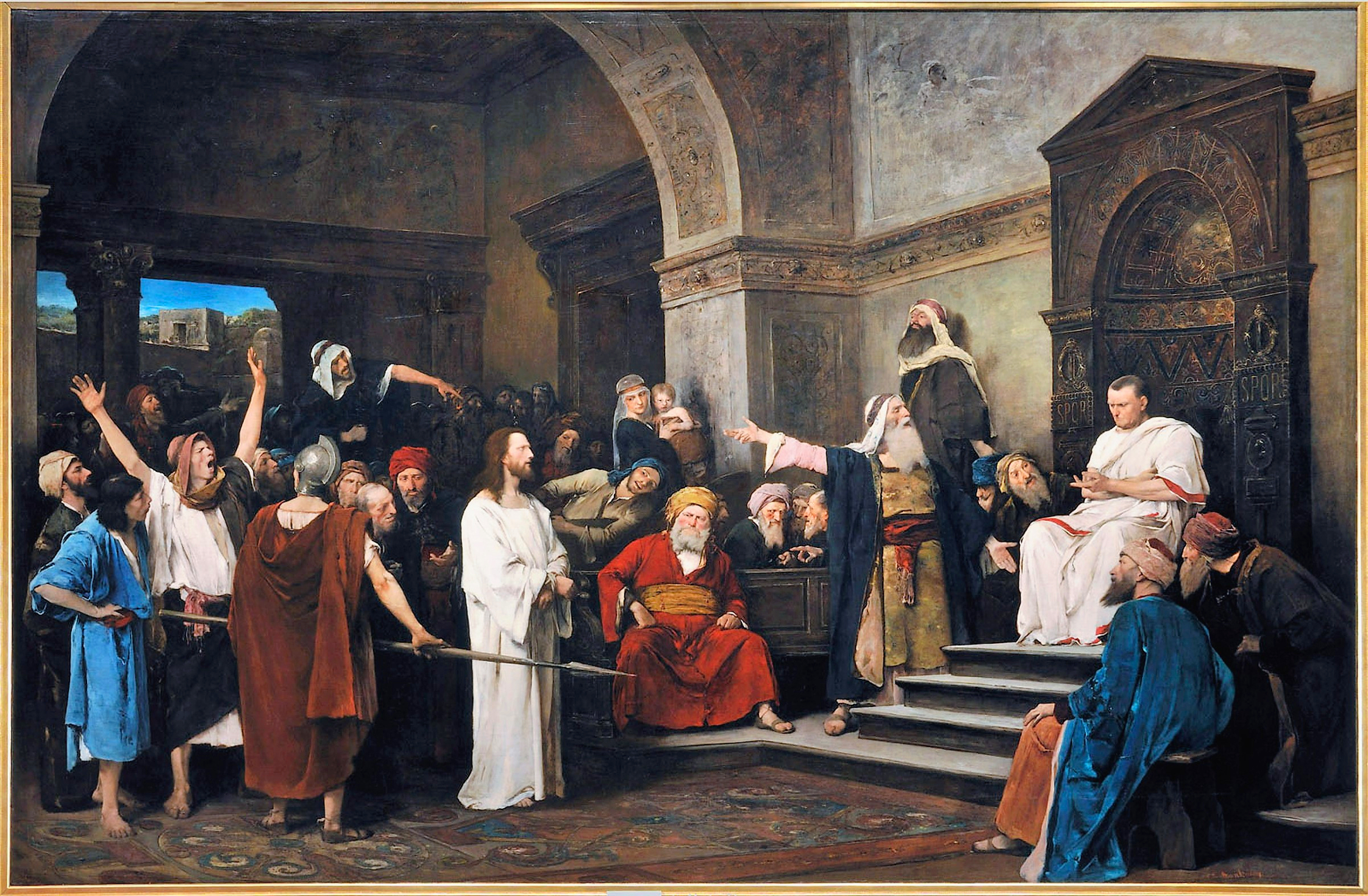
Munkácsy Mihály: Krisztus Pilátus előtt

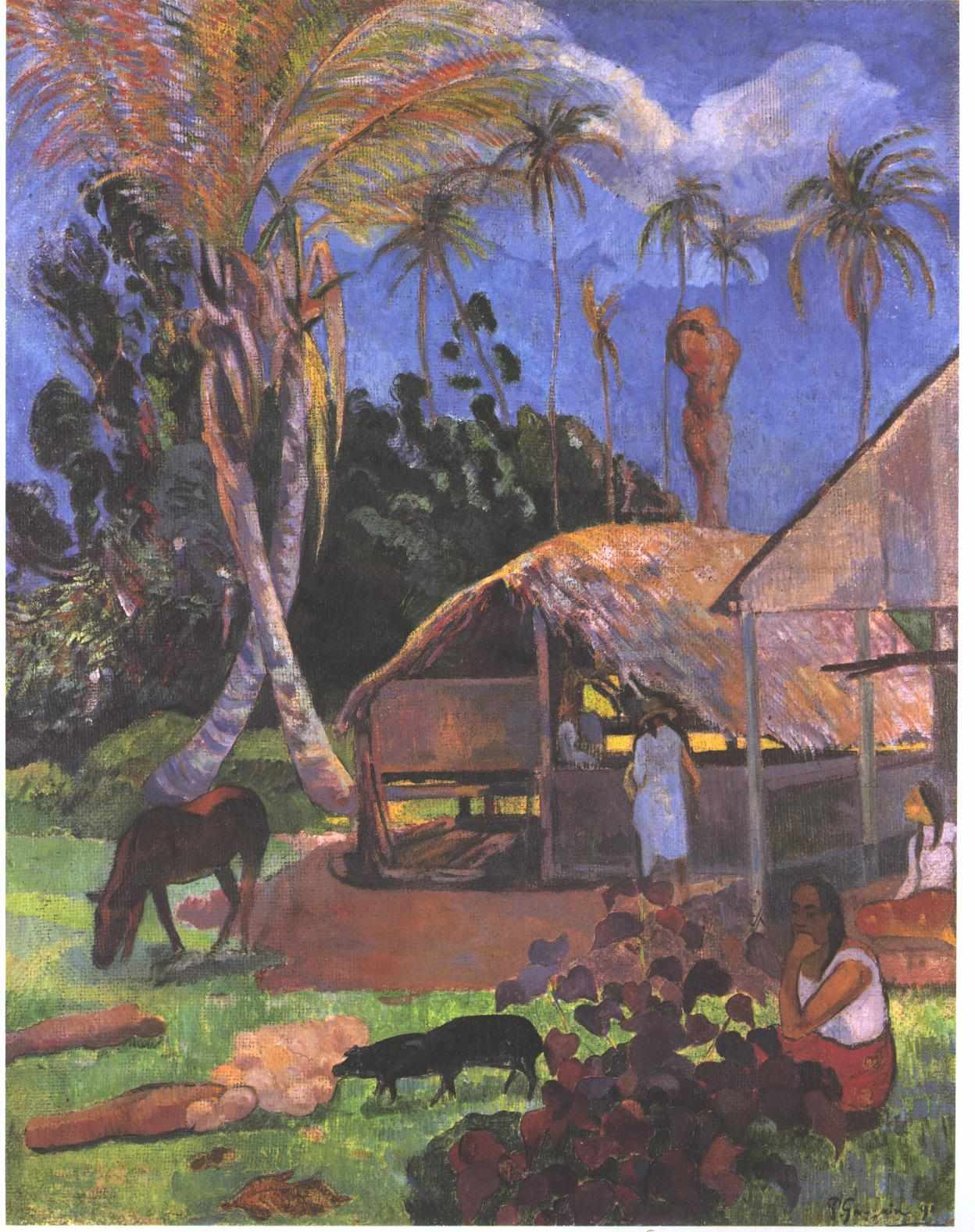
Gauguin: Fekete sertések

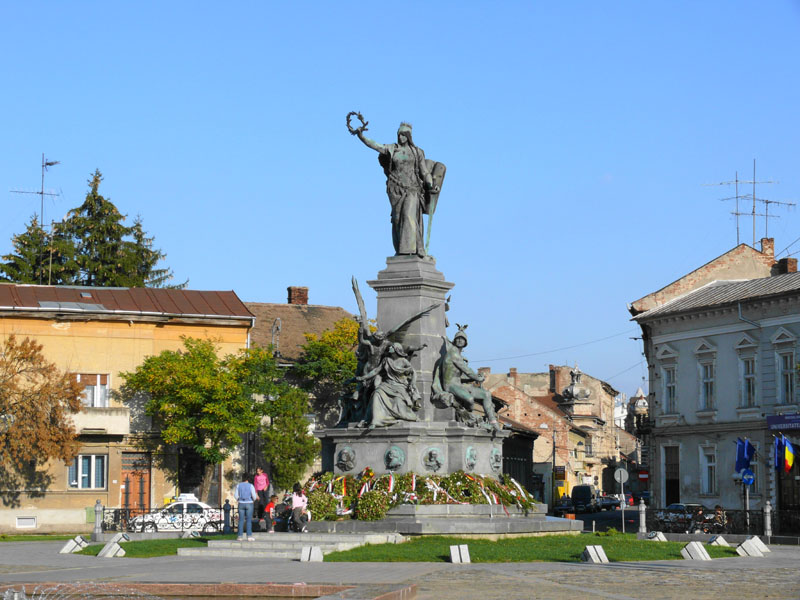
Zala György: Aradi vértanúk emlékműve

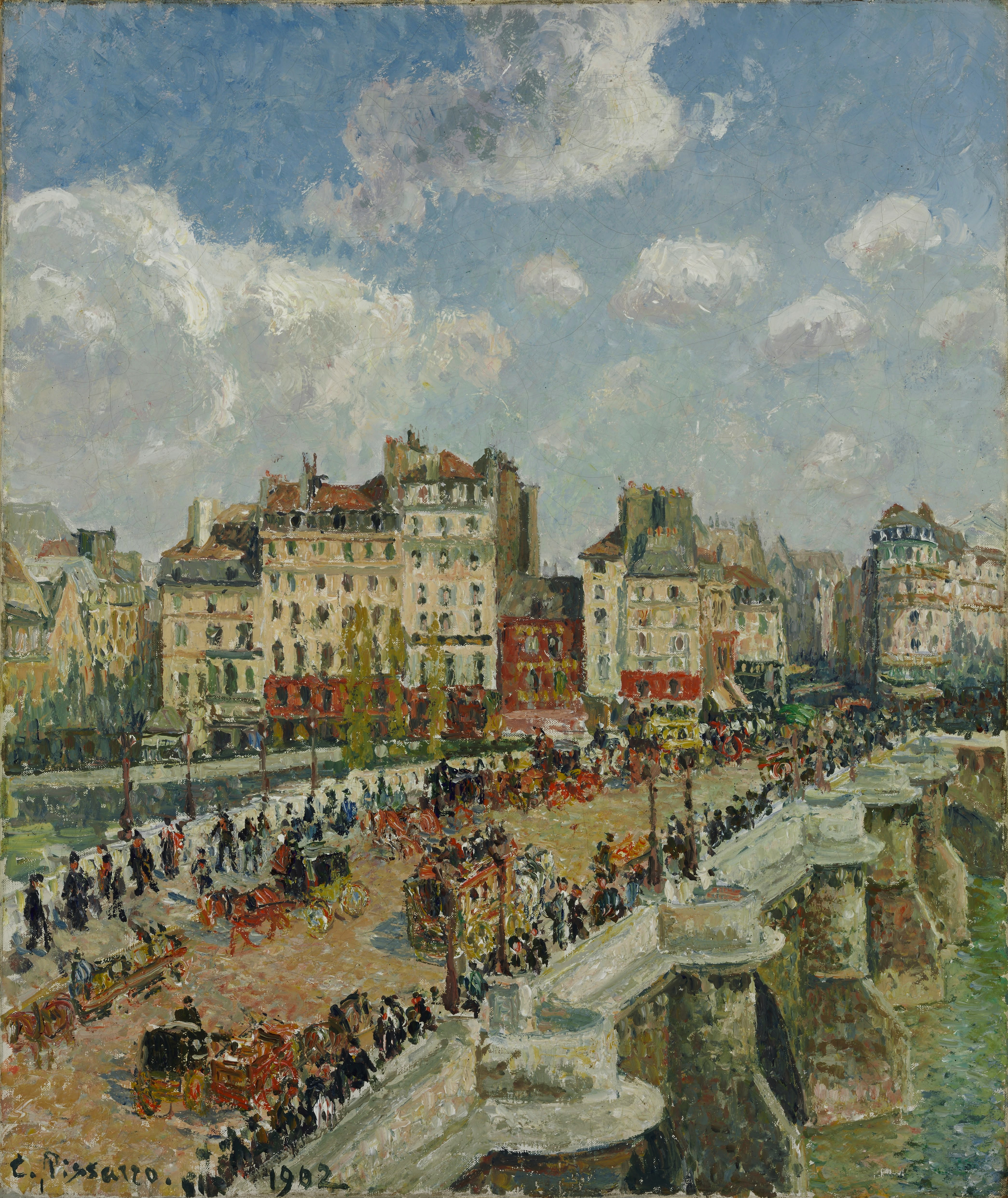
Camille Pissarro: A Pont-Neuf

- Jánosréti mester: Kálváriaoltár, feltámadás (1974-1975)
- Schaller István (1708-1779): Mária látogatása; Szent Ferenc elragadtatása (1976)
- Giuseppe Markhezi (1699-1771): Sába királynője Salamon király előtt (1976)
- Északmagyarországi művész, 1510-20: Szent Anna oltár (1976-1982)
- Északmagyarországi művész A. Dürer után, 1510-20 (1976-1982)
- Velencei Festő, XVI.sz 2. harmada: Coena Domini (1977)
- Kremser Schmidt (1718-1801): Mózes az érckígyóval (1977)
- Szepes-vármegyei művész, 1483.: Nagyszalóki Mária oltár (1983-1986)
- Fabrizio Santafede (1550-1634): Sámson és Delila (1984)
- Martin van Meytens (1695-1770): Bánffy Dénes képmása (1986)
- Ismeretlen festő, 1691 körül: Gróf Esterházy Antal kuruc tábornagy képmása (1987)
- Mányoki Ádám (1673-1757): Gustav Adolph Gotter báró képmása (1988)
- Ottavio Zanuoli (?-1607): Báthori Zsigmond felesége, Mária Christierna arcképe (1988)
- Ismeretlen Sáros-megyei művész: Keresztelő Szent János (1988-1989)
- Vajda Zsigmond: Parlament (1989)
- Franz Anton Maulbertsch: Szent Márton csodáinak fényében (1989-1991)
- Cornelis Engelbrechtsz (1468-1533): Férfi és nő mellképe (1990)
- Gerbrand van den Eeckhout (1621-1674): Elizeus próféta és a súmeni asszony (1990)
- Stanisław Ignacy Witkiewicz: Zakopanei téli táj (1991)
- Roelant Savery (1576-1639): Sziklás táj (1991)
- Claude Lorrain (1604-1682): Villa a római campagnán (1991)
- Francesco Fontebasso (1709-1768): Scipio nagylelkűsége (1991)
- Paolo Domenico Finoglia: Angyali üdvözlet (1992)
- Filippino Lippi (1457-1504): Madonna Szent Antallal (1992)
- Vicente Juan Masip (korábban Sebastiano del Piombo után): Krisztus siratása (1992-1993)
- Munkácsy Mihály (1844-1900): Golgota (1993)
- Paolo Veronese (1528-1588): Velence Allegóriája (1993)
- Georg Flegel (1566-1638): Csendélet sajttal és üvegpohárral (1995)
- Munkácsy Mihály (1844-1900): Krisztus Pilátus előtt (1995)
- Jusepe de Ribera (1591-1652): Assisi Szent Ferenc stigmatizációja (1995)
- Hendrick Terbrugghen: Pipára gyújtó fiú (1995-1996)
- Eduard von Engerth: I. Ferenc József királlyá koronázása Budán, 1867-ben (1996)
- Vágó Pál: A magyar huszárság diadalútja (1996)
- Johann Peter Krafft: Rudolf von Habsburg és a szerzetes (1997)
- Regnier van Gherwen (? – Leiden? 1662): Krisztus Pilátus előtt (1998)
- Paul Gauguin: Fekete sertések (1998)
- Hans von Aachen (1552-1615): Bacchus és Szatír (1999)
- Jacopo da Empoli: Noé részegsége (1999)
- Vincenzio Chiverchio (1470-1544): Mária sírbatétele (2000)
- Orazio Fidani (1606-1656): Lót és lányai (2000-2001)
- Zala György (1858-1937): Aradi vértanúk emlékműve (2000-2002)
- Camille Pissarro: A Pont-Neuf (2001)
- Jacopo da Montagnana: Mária Krisztus holttestével (2001)
- Franz Eybl: Önarckép (2004)
- Körösfői-Kriesch Aladár: Margit síel (2004)
- Tiziano Vecellio (1488/90-1576): Mária gyermekével és Szent Pállal (2005)
- Willem de Poorter (1608-1648): A gyarmati hatalom allegóriája (2006)
- Munkácsy Mihály: 1896 Ecce Homo (2009)
- Konsztantinos Thaliodorosz: Ikonosztáz (2009-2010) [4]

## Díjak, elismerések (válogatás)
- Szocialista Kultúráért (miniszteri elismerés) (1979)
- Szocialista Kultúráért (miniszteri elismerés) (1983)
- Kulturális Minisztérium nívódíja (1989)
- Munkácsy Mihály-díj (1991)
- Magyar Köztársasági Arany Érdemkereszt (1996)
- M. S. mester díj (2013)
- Érdemes művész (2018)

## Könyvei, publikációi
- Gránátalma a szárnyasoltáron : Egy restaurátorművész műhelytitkai / Szentkirályi Miklós. – [Budapest] : Kairosz, 2012., 241 p. . – Biogr.[5]
- Magyar Restaurátorkamara, 1994., 52 p. (Magyar Restaurátorkamara : Chamber of Hungarian Restorers : Kammer der Ungarischen Restauratoren : Chambre des Restaurateurs Hongrois. [Budapest]
- Megújult a máriapócsi ikonosztáz, Isis Erdélyi Magyar Restaurátor Füzetek 11, Haáz Rezső Múzeum, Székelyudvarhely (Ro), 2011, p. 34-39.
- S-a inoit iconostazul de la Mariapocs, Isis Erdélyi Magyar Restaurátor Füzetek 11, Haáz Rezső Múzeum, Székelyudvarhely (Ro), 2011, p. 132-134, traducere de Váli Zsuzsánna
- Rejtőzködő próféták, Szalon, XV. évf. 2011/1 p. 12-16.